# عيون مغلقة على اتساعها (فلم)
عيون مغلقة على اتساعها (بالإنجليزية: Eyes Wide Shut) فيلم أميركي أنتج عام 1999 وهو من إخراج ستانلي كوبريك الذي توفي قبل عرضه، ومن بطولة الممثل توم كروز وزوجته آنذاك نيكول كيدمان. قصة الفيلم مقتبسة عن قصة قصيرة للكاتب النمساوي آرثر شنيتزلر. استغرق تصوير الفيلم 400 يوم وتم إدراجه في موسوعة غينيس للأرقام القياسية.

## قصة الفيلم
تدور أحداث الفيلم حول الطبيب بيل هارفورد (توم كروز) وزوجته أليس (نيكول كيدمان) اللذان يعيشان في مدينة نيو يورك مع ابنتهما الصغيرة هيلينا. يذهب الزوجان إلى حفلة عيد الميلاد حيث يدعوهما الثري فيكتور زيغلر، ويلتقي بيل بصديقه القديم نيك نايتنغيل عازف البيانو الذي ترك الطب لكي يدرس الموسيقى. وأثناء حديثه مع فتاتين من عارضات الأزياء، تحتسي زوجته الشامبانيا، وتكون في حالة سُكر حين يغويها أحد الرجال بحديثه معها وطلبه مرافقتها له في الرقص، وخلال رقصهما يحاول إقناعها بالذهاب معه للطابق الأعلى لرؤية معرض المنحوتات الفنية من عصر النهضة التي يمتلكها صاحب القصر، لكنه في الحقيقة كان يرغب في ممارسة الجنس معها، وفي تلك الأثناء يستدعي خادم زيغلر صديقه الطبيب بيل من بين الفتاتين -اللتين كانتا تحاولان أن تغوياه- للطابق الأعلى، وحين يصل يدخل غرفة زيغلر فيجده في مشكلة ويطلب منه مساعدته، فقد كان يمارس الجنس مع إحدى الفتيات، وتناولت خليطًا من المخدرات مع الخمر فحدث لها إغماء وهي عارية، وخاف زيغلر أن تموت في قصره، وبالفعل يساعد الطبيب بيل صديقه في إنعاش الفتاة وينصحها بالذهاب لمركز إعادة تأهيل المدمنين وعدم تكرار ذلك التعاطي لأن فيه خطرًا كبيرًا على حياتها. وفي الليلة التالية تعترف أليس لزوجها كيف أن ضابطاً يعمل في البحرية قد لفت نظرها عندما كانت العائلة تقضي عطلة الصيف، وكانت مستعدة لترك زوجها وابنتها لكي تقيم علاقة جنسية مع ذلك الرجل، وهو ما يثير صدمة بيل الذي يعتبر نفسه مخلصا لأليس.
في نفس الليلة يذهب بيل لزيارة أحد مرضاه وهو سياسي توفى في وقت مبكر، ويتفاجأ عندما تقوم ابنته ماريون بتقبيله وتعترف له بأنها تحبه على الرغم من أنها مخطوبة لرجل يدعى كارل. ويمضي بيل في طريقه وهو يتخيل أليس وهي تمارس الجنس مع الضابط مما يزيد من إحباطه إلى أن يلتقي بفتاة هوى تدعى دومينو وتدعوه إلى شقتها فيوافق بلا تردد، إلا أنه أثناء وجوده معها يتلقى اتصالا على هاتفه النقال من أليس تسأله إن كان سيتأخر، ويغادر بيل ثم ينتهي به المطاف في سوناتا كافيه الذي يعمل فيه نيك فيطلعه بأنه مدعو للعزف في إحدى ضواحي المدينة لكن المشكلة تكمن في أنه سيعزف وهو معصوب العينين وعليه استخدام كلمة السر لكي يدخل وهي كلمة فيديليو التي تعني الإخلاص، فيثير فضول بيل الذي يلح عليه لكي يذهب إلى الحفلة لكن يتوجب عليه أن يرتدي بدلة سهرة وعباءة بقلنسوة وقناع. ويتوجه بيل إلى متجر لتأجير الأزياء التنكرية فيتعرف على ميليتش ويعرض عليه مبلغاً كبيراً لكي يستأجر منه الزي المطلوب، وأثناء بحثهما يكتشف ميليتش أن ابنته المراهقة قد دعت رجلين يابانيين إلى المتجر فيثور غضباً ويهددهما بأنه سيتصل بالشرطة بتهمة معاشرة ابنته القاصر. يصل بيل إلى القصر بعد أن يطلب من سائق الأجرة أن ينتظره، يستخدم كلمة المرور ويسمح له الحراس بالدخول، ثم يضع القناع على وجهه وفي الداخل يجد عدداً كبيراً من الأشخاص المقنعين في حفلة جنس جماعي، وتأتي امرأة مقنعة لتحذره من تواجده في هذا المكان لأن حياته في خطر، يحاول بيل أن يتعرف على هويتها لكنها ترفض، ثم يأتي كبير الخدم ليخبر بيل أن سائق الأجرة يود التحدث معه فيرافقه ويجد في انتظاره الكاهن الذي يشرف على الطقوس العربيدة ومعه الضيوف المقنعين. يسأل الكاهن بيل عن كلمة السر فيجيب بأنها فيديليو ثم يطلب منه أن ينزع القناع عن وجهه، وعندما يفعل ذلك يأمره بخلع ثيابه مما يثير دهشة بيل، وفي تلك اللحظة تتدخل المرأة المقنعة التي تعلن عن استعدادها لتقبل العقاب بدلاً من بيل الذي يبلغه الكاهن بأنه يستطيع المغادرة لكنه يحذره بأن لا يخبر أحداً عما رآه وإلا سيواجه هو وعائلته عواقب وخيمة.
يعود بيل إلى المنزل في ساعات الفجر بعد جولته التي كادت أن تنتهي بكارثة، ويعثر على أليس وهي تضحك أثناء نومها فيوقظها، وتخبره بأنها قد رأت كابوساً حيث كانا في مدينة مهجورة وكانا عاريين ويذهب بيل لكي يعثر على ثياب لهما، وتجد أليس نفسها في حديقة جميلة ثم يظهر ضابط البحرية ويمارسا الجنس في ظل وجود أشخاص آخرين يفعلون الشيء ذاته، وتقوم أليس بمضاجعة الرجال الآخرين وتضحك من فكرة أن يراها بيل في ذلك الوضع. والمفارقة أن حلم أليس شبيه بحفلة الجنس الجماعي التي كان زوجها متواجداً فيه.
وفي اليوم التالي يحاول بيل الاستفسار عن نيك فيذهب إلى الفندق الذي يقيم فيه، ويبلغه موظف الاستقبال أن نيك جاء في الفجر برفقة رجلين آخرين وكان يريد المغادرة وتسديد فاتورته، ولاحظ الموظف وجود كدمة على وجهه وبدا مذعوراً ثم غادر مع الرجلين دون أن يعلم أين وجهتهم، يشعر بيل أن مكروهاً قد حل بنيك تماماً كالمرأة المقنعة التي ضحت بنفسها من أجله. يتوجه بعدها إلى المتجر ليعيد الملابس التنكرية ويكتشف ميليتش أن القناع مفقود فيوافق بيل على دفع ثمنه، وتخرج ابنة ميليتش من الغرفة ومعها الرجلين اليابانيين ويلمح والدها لبيل المصدوم بأنه قد باعها لكي تمارس الدعارة وهو ما يناقض ردة فعله السابقة. يعجز بيل عن العمل في عيادته ثم يقود سيارته ويتوجه إلى القصر وأثناء انتظاره يأتي أحد العاملين ويسلمه رسالة تحمل اسمه وفي مضمونها تحذير بأن يتوقف عن السؤال. يعود بيل إلى المنزل حيث يجد أليس وهي تقوم بتدريس ابنتهما هيلينا فيتذكر حديثها عن الكابوس الذي شاهدته في وقت مبكر.
وفي الليل يذهب بيل إلى شقة دومينو لكن صديقتها سالي تبلغه بأنها غير موجودة فتدعوه إلى الداخل، ثم تضطر الأخيرة إلى إخباره بأن دومينو حصلت على نتيجة فحص الدم التي تثبت أنها مصابة بمرض نقص المناعة المكتسب (الايدز) ،يسير بيل في الشارع ويكتشف أن هناك رجل يتعقبه وهو ما يشعره بالخوف وبعد لحظات يتوقف الرجل المجهول عن تتبعه ويمضي في حال سبيله، يتوجه بيل إلى المقهى المجاور لكي يقرأ الصحيفة فيعثر على خبر وفاة ملكة جمال سابقة تدعى أماندا كوران التي قضت بسبب جرعة مخدرات زائدة، وهي نفس المرأة التي عالجها في حفلة زيغلر فيذهب إلى المشرحة ويجد جثتها. يتلقى بيل دعوة من زيغلر لزيارته في منزله وعندما يصل يخبره بأنه كان متواجداً في القصر وشاهد كل جرى هناك. يستفسر بيل عن مصير المرأة المقنعة فيخبره زيغلر أنه لم يحدث لها أي شيء وما حصل في القصر كان مجرد مسرحية لإخافته لكي لا يبوح بسر حفلة الجنس الجماعي لأي شخص، أما بخصوص نيك فقد عاد إلى سياتل، ويسأل بيل صديقه إذا كانت المرأة المقنعة هي نفس المرأة المتوفية في المشرحة فيجيب زيغلر بالإيجاب لكن سبب وفاتها هو الإدمان على المخدرات ولم يتعرض لها أي من أتباع القصر، يشك بيل في صدق رواية زيغلر ويجد نفسه عاجزاً عن التحدث.
يعود بيل إلى المنزل في الفجر، وعندما يدخل غرفة النوم يكتشف وجود القناع على وسادته إلى جانب أليس النائمة فتنتابه حالة من الصدمة ثم يجهش في البكاء فتستيقظ زوجته ويقرر أن يخبرها عن كل ما جرى. وفي الصباح يذهبان مع ابنتهما إلى متجر الألعاب للتسوق بمناسبة عيد الميلاد، وتخبر أليس بيل بأنه عليهما أن يكونا شاكرين لأنهما تمكنا من تجاوز هذه الأزمة العاصفة وهي لا زالت تحبه.

## الممثلون
- توم كروز في دور بيل هارفورد
- نيكول كيدمان في دور أليس هارفورد
- سيدني بولاك في دور فيكتور زيغلر
- تود فيلد في دور نيك ناتينغيل
- فانيسا شاو في دور دومينيو
- جوليان ديفيس في دور أماندا كوران
- توماس جيبسون في دور كارل
- ماري ريتشاردسون في دور ماريون

## الميزانية والإيرادات
بلغت تكلفة إنتاج الفيلم حوالي 65 مليون دولار بينما حقق أرباحا تقدر بـ 162.1 مليون دولار.

## روابط خارجية
- عيون مغلقة على اتساعها على موقع IMDb (الإنجليزية)
- عيون مغلقة على اتساعها على موقع ميتاكريتيك (الإنجليزية)
- عيون مغلقة على اتساعها على موقع الموسوعة البريطانية (الإنجليزية)
- عيون مغلقة على اتساعها على موقع روتن توميتوز (الإنجليزية)
- عيون مغلقة على اتساعها على موقع نتفليكس (الإنجليزية)
- عيون مغلقة على اتساعها على موقع ألو سيني (الفرنسية)
- عيون مغلقة على اتساعها على موقع Turner Classic Movies (الإنجليزية)
- عيون مغلقة على اتساعها على موقع أول موفي (الإنجليزية)
- عيون مغلقة على اتساعها على موقع بوكس أوفيس موجو (الإنجليزية)
- عيون مغلقة على اتساعها على موقع فيلمافينيتي (الإسبانية)

- http://filmmagazine.wordpress.com/2011/03/28/eyes-wide-shut-1999/
- http://www.imdb.com/title/tt0120663/
- http://www.festivalmarrakech.info/arabe/ستانلي-كوبريك_a57.html